# Cambozola
Le Cambozola est un fromage allemand, à base de  lait de vache et  à pâte molle persillée, fabriqué depuis 1983. Au IIIe siècle ap. J.-C., l'art de la fabrication du fromage était déjà connu dans l'Allgäu. Ce savoir-faire fut tout particulièrement entretenu dans la bourgade celtique de Cambodunum, l'actuel Kempten. 
Fromage aromatique à pâte molle persillée à croûte fleurie avec une consistance onctueuse et la saveur piquante de cultures bleues.
Au moment de son entrée dans l'Union européenne, l'Italie, qui protège depuis 1951 l'appellation « Gorgonzola », a demandé à la Cour de Justice européenne d'interdire la commercialisation du Cambozola. En novembre 1999, la Cour ne s'est pas estimée compétente pour prendre cette décision au vu des éléments fournis.
Cambozola Balance est une version avec uniquement 25 % de matière grasse dans le produit fini.  